# Рукав Щита–Центавра

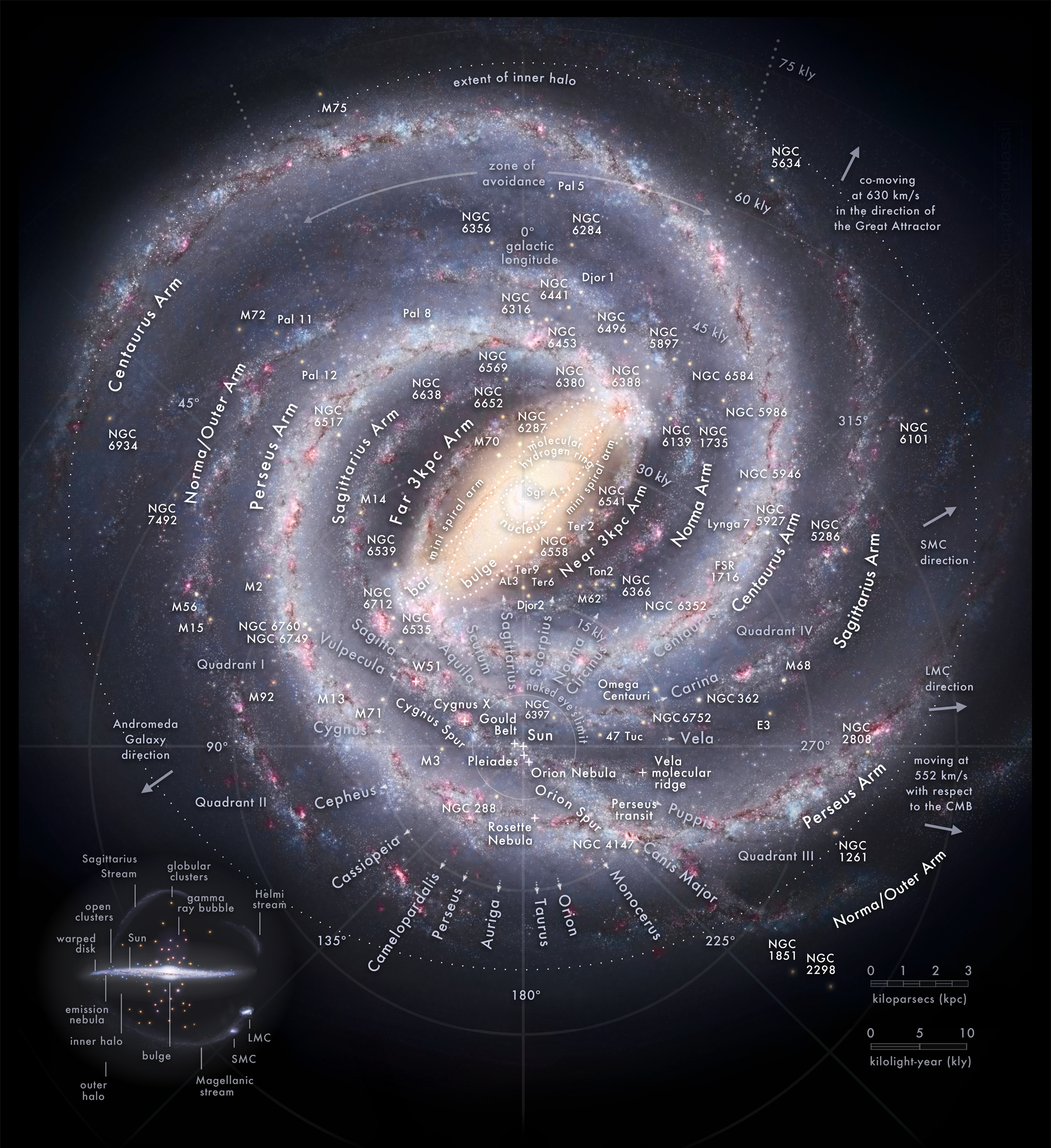
Схема Чумацького Шляху. Рукав Щита-Центавра підписаний як Centaurus Arm, а напрямки на сузір'я, які дали йому ім'я, відмічені як Scutum (Щит) і Centaurus (Центавр)

Рукав Щита–Центавра (англ. Scutum–Centaurus Arm) — один зі спіральних рукавів Чумацького Шляху. Названий на честь сузір'я Центавр, на яке проєктується внутрішня частина рукава, і сузір'я Щит, через яке проходить зовнішня його частина.

## Властивості
Рукав Щита–Центавра починається біля ближнього до Сонця кінця бара, як і рукав Косинця—Зовнішній. Рукав був визначений за великою кількістю масивних областей зореутворення. Інші маркери цього рукава включають області нейтрального водню, зорі спектрального класу O та молоді зоряні скупчення.
Припускається, що рукав Щита–Центавра і рукав Персея є двома основними спіральними рукавами Чумацького Шляху, натомість як інші рукави - другорядні.
Кут закручення цього рукава різними методами визначається в діапазоні від 8 до 18 градусів.